# والری دومووچیسکی
والری دومووچیسکی (بلغاری: Валери Ангелов Домовчийски؛ زادهٔ ۵ اکتبر ۱۹۸۶) بازیکن فوتبال اهل بلغارستان است.
از باشگاه‌هایی که در آن بازی کرده است می‌توان به باشگاه فوتبال لوادیاکوس، باشگاه فوتبال لفسکی صوفیه، باشگاه فوتبال هرتابرلین، باشگاه فوتبال بوتو پلوودیو، و باشگاه فوتبال دویسبورگ اشاره کرد.
وی همچنین در تیم‌های ملی فوتبال زیر ۲۱ سال بلغارستان و بلغارستان بازی کرده است.